# Mangaia
Mangaia (API : /Maŋaia/) est l'île la plus méridionale de l'archipel des îles Cook. Une distance de 198 km la sépare de Rarotonga, à l'ouest-nord-ouest, et autant de Mauke, au nord-nord-est.
Elle est aussi la seconde en taille après cette dernière avec une superficie d'environ 51 km2. Un autre nom de Mangaia est Auau du nom de l'hibiscus jaune ((Hibiscus brackenridgei) qui pousse sur ses côtes ou selon d'autres sources et interprétations « a'ua'u », terme signifiant empiler, surface élevée. L'île est en effet un atoll surélevé. À ce titre, elle est constituée en son centre de collines basaltiques cernées de falaises coralliennes appelées makatea et culminant à plus de 60 mètres pour une largeur moyenne de 1 500 mètres. 
Le village principal est Oneroa.

## Démographie
La population de Mangaia n'a cessé de décroître depuis ces trente dernières années. Mangaia comptait dans les années 1970 encore plus de 2 000 habitants. Ce chiffre est tombé à 654 au recensement de 2006 soit une baisse de plus de 12 % par rapport à 2001. Cette dépopulation s'explique par le départ d'une partie de la population en âge de travailler vers Rarotonga où l'accès à l'emploi est plus facile. D'autres encore ont opté pour l'émigration vers l'étranger (notamment la Nouvelle-Zélande et l'Australie).

## Économie
L'activité économique de Mangaia reste tournée essentiellement vers l'agriculture. Se pratiquent :
- la culture du taro qui reste l'aliment de base des Mangaians, de la patate douce et la culture d'agrumes ;
- la cueillette du ma'ire  ou maire (oldenlandia foetida) sur le makatea exporté vers Hawaii et qui sert à la confection de couronnes de fleurs ('ei) ;
- la fabrication de jus de « noni » ou « nono » réputé pour ses vertus revigorantes et curatives[3] ;
- l'élevage, essentiellement porcin et caprin ;
- la pêche sur le récif.

L'île est ravitaillée par quatre vols hebdomadaires en provenance de Rarotonga et le passage tous les mois d'un cargo.
La quasi absence de plages et le peu d'infrastructures hôtelières n'a  pas permis d'y développer l'activité touristique classique, le développement futur de ce secteur passant  sans doute par l'écotourisme. 
Des fonds français et australiens ont financé en 2003, deux éoliennes afin d'accroître la production d'électricité sur l'île, fournie pour l'essentiel par des générateurs à essence. Malheureusement, ces éoliennes connaissent des soucis techniques, si bien que l'île souffre régulièrement de coupures électriques au grand mécontentement des locaux. 

## Découpage
Administrativement l'île est divisée en trois circonscriptions :  Oneroa (circonscription) où se concentrent la plupart des commerces et des administrations; Ivirua (circonscription) dont est originaire Jim Marurai, l'actuel Premier Ministre des Cook; et Tamarua (circonscription). Historiquement l'île comprenait 6 districts ("puna") (cf carte), avec à leur tête un chef appelé "pava" ou "kavana". Les missionnaires regroupèrent pour faciliter leur travail de conversion la population de ces six districts dans les trois villages actuels (oire). Au village d'Oneroa, vivent aujourd'hui les gens des anciens "puna" de Veitatei (puna), Keia (puna) et Tavaenga (puna); au village d'Ivirua (village), ceux de Karanga (puna) et d'Ivirua (puna); au village de Tamarua (village), ceux du district éponyme de Tamarua (puna). Cet ancien découpage est toujours pertinent en ce qui concerne l'utilisation et le partage des tarodières. Il est ici important de préciser que Mangaia ne relève pas du tribunal foncier des îles Cook, ses leaders coutumiers ayant jusqu'à aujourd'hui, toujours refusé une quelconque "intrusion extérieure" dans le règlement de leurs affaires foncières. Il faut dire que l'île se dépeuplant et n'attirant que peu de touristes, la pression foncière et la spéculation y sont bien moins importantes que par exemple sur Rarotonga.

## Variante dialectale
Le "reo mangaia" ou mangaian est une variante dialectale du maori des îles Cook. Seuls quelques mots de vocabulaire et prononciations diffèrent. Par exemple, à l'intervocalique le "m" est souvent éludé, "kumara" (patate douce) donne ainsi "ku'ara". De même, le "a" final du rarotongien est prononcé o en mangaian, "tera" (cela, là) devenant "tero". Ces variations tendent néanmoins à s'estomper au profit du maori standard.

## Histoire

### Peuplement de l’île

#### Les Ngariki, premiers habitants de Mangaia
Selon la tradition orale, les Mangaians seraient originaires d'Avaiki, défini sur place comme le "monde souterrain des esprits". Celui-ci est décrit comme le creux d'une gigantesque coquille de noix de coco. Au plus profond de cette noix de coco vivait un esprit femme (vaerua) appelée Vari ma te Takere. Cette femme arracha une partie de sa hanche droite  pour donner naissance à Vatea ou Avatea, un esprit mi-homme mi-poisson, père de l'humanité et des ancêtres Avatea partit vivre en haut de la noix de coco, juste en dessous du monde des vivants. Un jour, il embrassa une femme endormie appelée Papa (le rocher), donnant naissance aux deux premiers humains Tangaroa et Rongo. Les deux frères devaient se partager la nourriture. Bien qu’étant le cadet, Rongo prit peu à peu l’ascendant sur son frère aîné en réussissant à accaparer par subterfuge l’essentiel des récoltes. Il s’empara également de l’épouse de Tangaroa, une certaine Taka. D’après le récit de Mamae, Rongo qui était circoncis avait plus de sex appeal que son frère. De leur union, naquit une fille, Tavake avec qui Rongo eut trois fils. L'aîné s'appelait Rangi et ses deux frères cadets Mokoiro et Akatauira. Il leur conféra à chacun une fonction et un titre d’Ariki. À Rangi, il confia le pouvoir temporel, à Mokoiro, l’autorité sur la nourriture et à Akatauira, le pouvoir spirituel. Ils seraient les ancêtres à l’origine des trois lignées de la tribu des Ngariki, tribu considérée comme étant la plus ancienne, "tangata enua" de Mangaia. 
Cette version quelque peu ésotérique de l’origine des Ngariki fut par la suite remise en cause ou interprétée différemment par l'anthropologie.  Selon l'ethnologue  maori Peter Buck (Te Rangi Hiroa), lorsque Tangi'ia s'enfuit de Tahiti pour Rarotonga aux alentours de 1250, il emmena avec lui quelques "manahune" qui désespérant de grimper à l'échelle sociale, partirent vers Mangaia sous la direction de Rangi. Par la suite leur rivalité avec Rarotonga, leur fit dissimuler leur véritable île d'origine pour une explication plus mystique qui ne pouvait que plaire à leurs interlocuteurs de l'époque à savoir les missionnaires.

#### Installations postérieures
- Après l’installation des Ngariki, Mangaia aurait connu une première invasion d’une flotte conduite par un groupe appelé Tongaiti[19]. Selon Gill, ceux-ci seraient originaires de Tonga, ce dont néanmoins doute Peter Buck [20]. Il est en effet plus probable qu’ils venaient directement de Rarotonga, Tongaiti étant le nom d’un clan de cette île. Ils s’installèrent dans le sud de Mangaia à l’emplacement de l’actuel district de Tamarua, y introduisant l’arbre de fer[21] et le porcher[22]. Bientôt, une guerre éclata entre les Ngariki et les Tongaiti, guerre qui vit la victoire des premiers. Les Tongaiti furent néanmoins autorisés à rester à Tamarua en échange du sacrifice de l’un de leur guerriers, Vaioeve. Ils y construisirent le marae Aumoana, siège de la tribu.
- L’arrivée des Aitu.  Appelés également Ngati Tane, en référence à leur ancêtre tutélaire, ils seraient originaires de Tahiti ou plus généralement des îles de la Société. Les Aitu se seraient un temps installés sur Aitutaki avant d'en être chassés par Marouna et de partir pour Mangaia. Ils y auraient été défaits lors de la bataille de Te Ana Nui par Matataukiu.  Les survivants auraient été autorisés à s’installer à Ivirua où" ils étaient de temps à autre massacrés pour être offerts en sacrifice aux Dieux. Il existe ainsi à Mangaia les restes d'un grand four appelé "te umu Aitu" (le four aux Aitu) où ceux-ci étaient cuits après avoir été tués"[23]. Plus tard une autre flotte en provenance de Tahiti, composée d’hommes originaires de la vallée de la Vaihiria (côte ouest de Tahiti) et appelés les Te Kama, seraient venus renforcer les Aitu.  En vain, ils auraient été à nouveau défaits par une coalition regroupant les Ngariki et les Tongaiti.
- Toujours selon la tradition, Mangaia aurait par la suite connu trois autres tentatives d’invasions en provenance une nouvelle fois de  Rarotonga, puis d’Aitutaki et enfin de Ngaputoru. Toutes trois furent repoussées.

### Premiers visiteurs européens

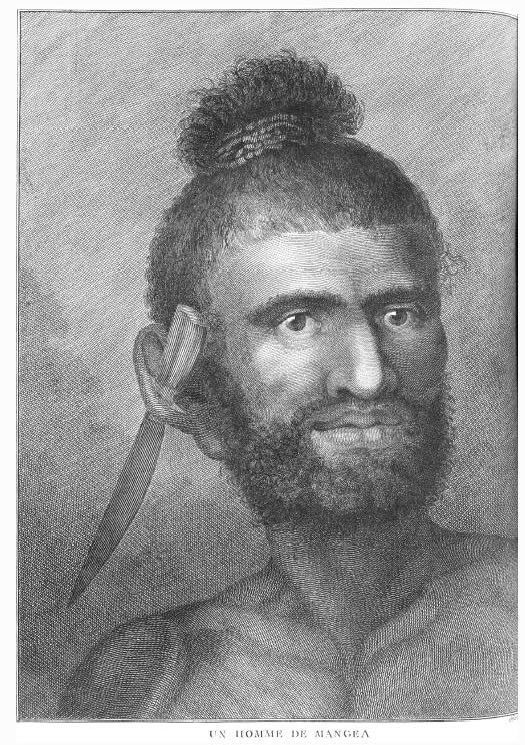
Mourua, un Mangaian rencontré par Cook en 1777

Une tradition recueillie en 1912 évoque le passage dans l'île de naufragés au milieu du XVIe siècle sans qu'aucune autre source ne l'ait à ce jour confirmé. Le premier passage avéré serait celui de James Cook, le 29 mars 1777 lors de sa troisième circumnavigation et alors qu'il faisait route entre la Nouvelle-Zélande et Tahiti. Ni Cook ni aucun de ses hommes ne descendirent à terre faute de lieu d'ancrage satisfaisant. Arrivé à la hauteur de l'actuel village d'Oneroa, deux Mangaians acceptèrent non sans crainte de monter à bord de la Resolution. L'un d'entre eux dénommé Mourua nous est ainsi décrit par Cook, "Mourooa avait de l'embonpoint et une taille bien proportionnée ; mais il n'était pas grand. Sa physionomie nous parut agréable ainsi que son caractère; car il fit plusieurs gestes plaisants, qui annonçaient de la bonhomie et de la gaîté (…) son teint approchait de celui des habitants des parties les plus méridionales de l'Europe. Son camarade n'était pas si blanc. La chevelure de tous les deux était noire, longue, droite et nouée au sommet de la tête, avec un morceau d'étoffe. Ils avaient des ceintures comme les naturels que nous avions aperçus sur la côte ; nous reconnûmes qu'ils tirent leur étoffe du Morus papyrifera de la même manière que les habitants des autres îles de la Mer du SudL'étoffe était lustrée, ainsi qu'aux îles des Amis, mais celle qui flottait sur leur tête avait la blancheur de celle d'O-Taïti. Ils portaient des sandales d'une espèce de gramen entrelacé ; ceux qui se tenaient sur la grève en portaient également, et nous jugeâmes que c'était afin de garantir leurs pieds des pointes de rocher de corail. Leur barbe était longue ; l'intérieur de leur bras, depuis l'épaule jusqu'au coude, et diverses parties de leur corps étaient piquetés ou tatoués selon l'usage des naturels de presque toutes les îles de l'Océan Pacifique. Le lobe de leurs oreilles se trouvait percé ou plutôt fendu; et l'ouverture était si grande, que l'un d'eux y plaça un couteau et des grains de verre que nous lui donnâmes"
L'intermédiaire entre Cook et les deux Mangaians était Omai, un jeune Tahitien originaire de Huahine que Cook avait embarqué lors de sa seconde circumnavigation et ramené en Europe. Mourua leur apprit que leur chef s'appelait Ruaika. Le 30 mars Cook quittait Mangaia pour continuer son voyage plus au nord et les îles de la Société afin d'y ramener Omai.
Il y a incertitude quant au navire suivant ayant visité l'île. De même que pour Rarotonga, il existe là encore un certain nombre de traditions plus ou moins confirmées évoquant le passage de la Bounty après la mutinerie et leur retour sur Tahiti à la recherche d'une île pour s'y installer. Selon le témoignage de Tehuteatuaonoa, l'épouse tahitienne de l'un des mutins John Adams, ils seraient passés au large d'une île appelée Purutea. L'un des insulaires serait monté à bord. Fletcher Christian lui aurait même donné sa jacket d'officier. D'autres traditions évoquent également le passage du navire Mercury du Capitaine Reibey en mai 1808, ou encore d'un certain John Turnbull en 1803.
Toujours est-il que la première visite avérée d'un navire européen après celle de Cook est celle du navire missionnaire Endeavour de John Williams en juin 1823.

## Personnalités liées
- Selina Napa, née en 1964 à Mangaia, joueuse et entraîneuse de netball, et députée au Parlement des Îles Cook.